# Kuçovë (huyện)
Kuçovë là một quận thuộc hạt Berat, Albania. Quận này có diện tích 112 km² và dân số năm 2002 là 35571 người, mật độ 318 người/km².